# Dirkou
Dirkou est une commune rurale du Niger appartenant au département de Bilma dans la région d'Agadez. Elle comptait environ 14 297 habitants en 2010.

## Géographie
La localité de Dirkou est située à 671 km au nord-est du chef-lieu régional Agadez.
|       | Djado  |       |
| Fachi | Dirkou | Tchad |
|       | Bilma  |       |

## Économie
Elle est la seule ville du plateau du Djado. Des ressources aurifères ont été découvertes provoquant un accroissement de l'activité économique. Une attaque des orpailleurs par des rebelles a été signalée en 2014.
Dirkou est équipé d'un aéroport. La CIA y exploite une base de drones armés, ciblant les militants de l'État islamique dans le sud de la Libye.